# فكرة بمليون جنيه (مسلسل)
فكرة بمليون جنيه مسلسل تلفزيوني مصري كوميدي أُنتج وعُرض في سنة 2019 وتم بثه في شهر رمضان، من إخراج وائل إحسان، وتأليف أمين جمال وإبراهيم محسن ومحمد فتحي عبد المقصود وشريف يسري، ومن بطولة علي ربيع، صلاح عبد الله، صابرين، سهر الصايغ، محمد محمود وآخرون.

## قصة المسلسل
تدور أحداث العمل حول عائلة مصباح صلاح عبد الله لديه أسرة مكونة من شاب يدعى علاء علي ربيع متزوج من ولاء الشريف، وفتاة تدعى شيماء سهر الصايغ، وطفل صغير متعدد المواهب غنائيا وتمثيليا اسمه أحمد ويشاركه في حياته الأسرية زوجته ميرفت صابرين.

## طاقم العمل
- علي ربيع: (علاء الدين مصباح)
- صلاح عبد الله: (مصباح)
- صابرين: (ميرفت)
- ولاء الشريف: (هبة)
- كريم عفيفي: (ياسر)
- سهر الصايغ: (شيماء)
- محمد محمود: (عدلي)
- طارق عبد العزيز: (سليم)
- أحمد السيسي: (سيد - طفل)
- محمد أسامة (أوس أوس): (سعيد الهوا - ضيف شرف)
- مايان السيد: (سلمى سالم)
- أحمد سلطان:  (سمير (سمكرة))
- حنان سليمان:  (مديحة أم ياسر)
- حامد الشراب:  (بشير)
- حمدي هيكل:  (غالب)
- إبراهيم السمان:  (سلامة)
- عزوز عادل:  (الضابط توفيق يسري)
- إبرام سمير
- سعيد النجار
- نرمين ماهر:  (عبلة)
- سمر جابر
- ندى عادل:  (إيمان)
- هلا السعيد:  (جيسي)
- دعاء طعيمة
- وليد فواز:  (حمدي زعتر - دكتور علم النفس)
- شريف عامر:  (شخصيته الحقيقية)
- شريف ليلة:  (الشيخ راضي)
- أميرة حافظ
- محمد جمال قلبظ:  (المعلم حباطة)
- مينا مجدي
- نيرة عارف
- محمد محسن
- هاني العدوي
- حازم فؤاد
- غادة فلفل
- محمود عامر
- كمال السيد
- هند علي
- شاهيستا سعد:  (مروة)
- رشاد رشدي:  (كريم)
- ياسمين عادل:  (ندى)
- أحمد عبدالمجيد
- عصام الدين يوسف
- محمد مقلد:  (اكرم عايش رجل أعمال)
- أحمد عبدالسلام
- محمود فتح الله
- عمرو فؤاد
- مؤمن وائل:  (وائل)
- مديحة إبراهيم
- هبة العطار
- هشام فهمي
- حسن عبدالوهاب
- زياد أحمد
- جومانا حسين
- صابر إمبابي
- وليد أبو المجد:  (عنار)
- عماد غراب
- طاهر أبو حطب
- ماجد رفلة
- مصطفى عبدالوهاب
- عاطف سعيد
- أحمد ماهر
- يوسف البسيوني
- محمد حافظ
- ياسر الرفاعي
- أشرف عبدالوهاب
- محمد فرج
- علي جمال الدين
- إميل شوقي
- وائل صالح
- علاء الشيخ
- محمد إسماعيل
- شريف خلوصي
- ياسر الأسيوطي:  (رياض)
- ياسر جودة
- أشرف بوزيشن
- حسن محسن
- شريف رواش:  (شادي)
- رأفت فوزي
- شهد عثمان
- نبيل البرديسي
- كاظم نبيل:  (عمرو)
- عاطف عبداللطيف
- محمد عطية
- جورج عبيد
- جو فهمي
- علاء الموازيني
- أحمد الشاويش
- محمد مجدي
- محمد حمدي
- أيمن عبدالهادي
- منة لطفي
- وليد نبيل
- فرح محمد
- يوسف شعبان
- ناني الديب
- خالد كمال
- خالد عليش
- محمود بيومي
- أحمد حسين
- سمير العصفوري:  (راكب بالميكروباص - ضيف شرف)
- محمد دياب
- أحمد شيبة:  (مسجون - ضيف شرف)
- حسام داغر: (مدرب التخسيس - ضيف شرف)
- محمود القشيري

## وصلات خارجية
- فكرة بمليون جنيه على موقع قاعدة بيانات الأفلام العربية
- صفحة مسلسل فكرة بمليون جنيه على موقع السينما.كوم[1]